# Boeing 314 Clipper
Boeing 314 Clipper byl hornoplošný čtyřmotorový dopravní létající člun s dlouhým doletem vyráběný americkou společností Boeing mezi roky 1938 až 1941 pro leteckou společnost Pan American World Airways (Pan Am). Byl jedním z největších letadel své doby, využíval křídla bombardéru Boeing XB-15. Bylo vyrobeno celkem 12 kusů tohoto typu, 9 z nich provozovala Pan Am (2 z nich v Pacifiku). V první polovině roku 1939 provedla Pan Am několik zkušebních transatlantických letů jižní i severní cestou. První platící cestující letoun přepravil 28. června 1939. Krátce po vypuknutí války byly lety severní cestou zrušeny. Zbylé tři provozovala společnost British Overseas Airways Corporation, létal převážně transatlantické linky. V roce 1941 po vstupu Spojených států do války převzal letecký sbor Armády Spojených států i s posádkou čtveřici letounů od Pan Am (pod označením C-98). Jeden kus o rok později vrátil společnosti Pan Am a zbylou trojici předal Námořnictvu Spojených států amerických. To je využívalo až do roku 1946, kdy byly vráceny Pan Am.

## Specifikace

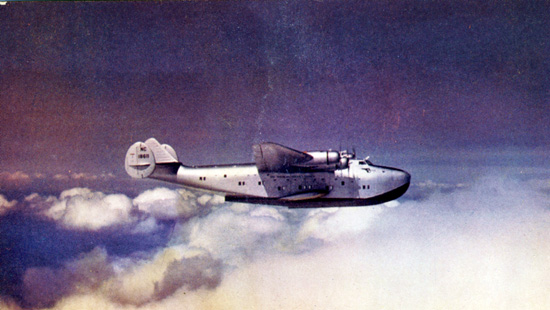
Boeing 314 za letu

### Základní charakteristika
- Posádka: 11 včetně 2 stevardek
- Kapacita: 74 v denní konfiguraci, 36 v noční, 40 v transatlantické
- Délka: 32,3 m
- Rozpětí: 46,4 m
- Výška: 6,2 m
- Váha prázdného letounu: 21 900 kg
- Váha naloženého letounu: 38 000 kg
- Motory: 4 × Wright R-2600-3, 1 200 kW každý

### Výkon
- Maximální rychlost: 340 km/h
- Cestovní rychlost: 302 km/h
- Dolet: 6000 km
- Maximální cestovní výška: 5896 m